# Festiwal Małych Form Teatralnych
Festiwal Małych Form Teatralnych – festiwal teatralny, organizowany od 1969 roku przez II Liceum Ogólnokształcące im. Króla Jana III Sobieskiego w Krakowie. Odbywa się co roku, na przełomie marca i kwietnia, w Teatrze Groteska oraz w auli II Liceum, a jubileuszowe gale odbywają się w Teatrze im. Juliusza Słowackiego w Krakowie.  

## Opis
Podczas festiwalu uczniowie szkół średnich w Małopolsce mogą zaprezentować swoje umiejętności i talenty w czterech kategoriach: 
- sztuki teatralne,
- poezja recytowana i śpiewana,
- taniec,
- film.

Na festiwalu debiutowali m.in.: Maciej Stuhr, Dorota Segda, Rafał Jędrzejczyk, Grzegorz Turnau, Joanna Rudzińska, Patryk Bukalski, Andrzej Sikorowski, Monika Węgiel, Klaudia Gawor, Jakub Zaborski.. W jury zasiadali: Teresa Budzisz-Krzyżanowska, Jan Nowicki, Andrzej Sikorowski, Leszek Mazan, Anna Polony, Krzysztof Globisz, Dorota Segda, Robert Kasprzycki, Lidia Jazgar, Lesław i Wacław Janiccy, Krzysztof Nazar.
Gościnnie występowali m.in.: Old Metropolitan Jazz Band, Olga Szwajgier, Joanna Liszowska, Grzegorz Turnau, Andrzej Sikorowski, Lidia Jazgar z zespołem Galicya, Robert Kasprzycki, Rafał Jędrzejczyk, Maciej Stuhr, Agnieszka Śnieżyńska.
Organizację Festiwalu przez lata wspierało Stowarzyszenie Sobieskiego. Obecnie wydarzenie jest współtworzone przez Stowarzyszenie Iuvenartes.
Tradycją stał się także specjalny występ Grona Pedagogicznego II Liceum. 

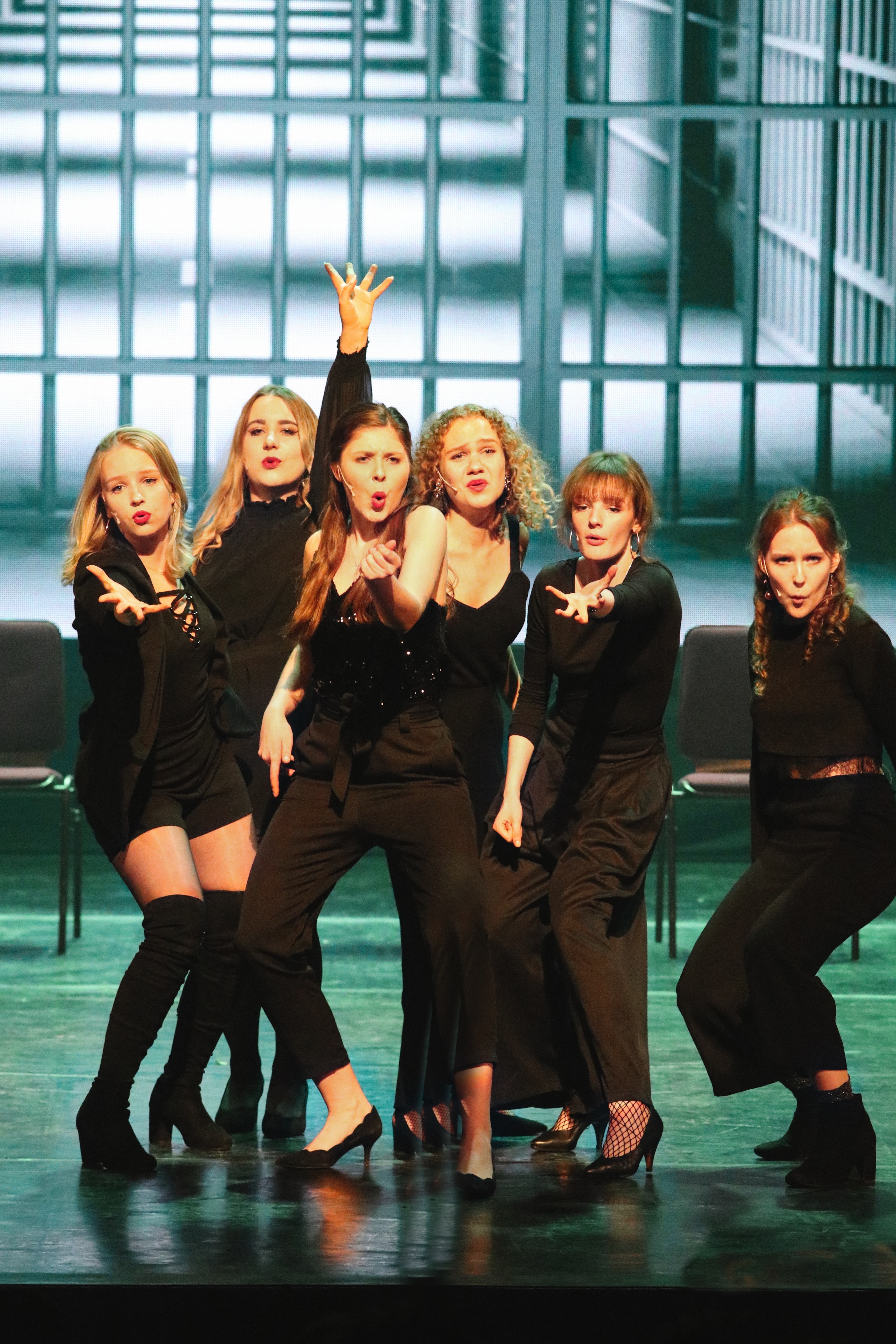
"Więzienne Tango" w wykonaniu uczennic II Liceum Ogólnokształcącego w Krakowie.

Jubileuszowa, 40. Gala FMFT odbyła się 4 listopada 2008 roku  w Teatrze im. Juliusza Słowackiego w Krakowie, gdzie jedną z gwiazd wieczoru był Grzegorz Turnau. Kolejna jubileuszowa 50. Gala FMFT miała miejsce 8 kwietnia 2019 roku w Teatrze im. Juliusza Słowackiego w Krakowie.
Pierwszy raz Festiwal odbył się w 1969 roku z inicjatywy ówczesnego Dyrektora II Liceum Stefana Gula. Do 51. edycji Festiwalu, organizatorami byli profesorowie Irena Augustyńska i Leszek Mrugalski. W 2022 r. tę funkcję pełnią profesorowie Anna Sroka i Anna Szefer-Kłęk.

## 52. Edycja Festiwalu Małych Form Teatralnych
Dzień poezji śpiewanej i recytowanej odbył się 28.03.2022 r. 
Dzień sztuki i tańca odbył się 05.04.2022 r.
Dzień sztuki i filmu odbył się 06.04.2022 r.
Dzień Gali Festiwalu Małych Form Teatralnych odbył się 26.04.2022 r.

## Osiągnięcia
- finalista Ogólnopolskiego Przeglądu Przedsięwzięć IDEA 2001
- I miejsce dla II Liceum w konkursie Szkoła z Tradycją